# 餬

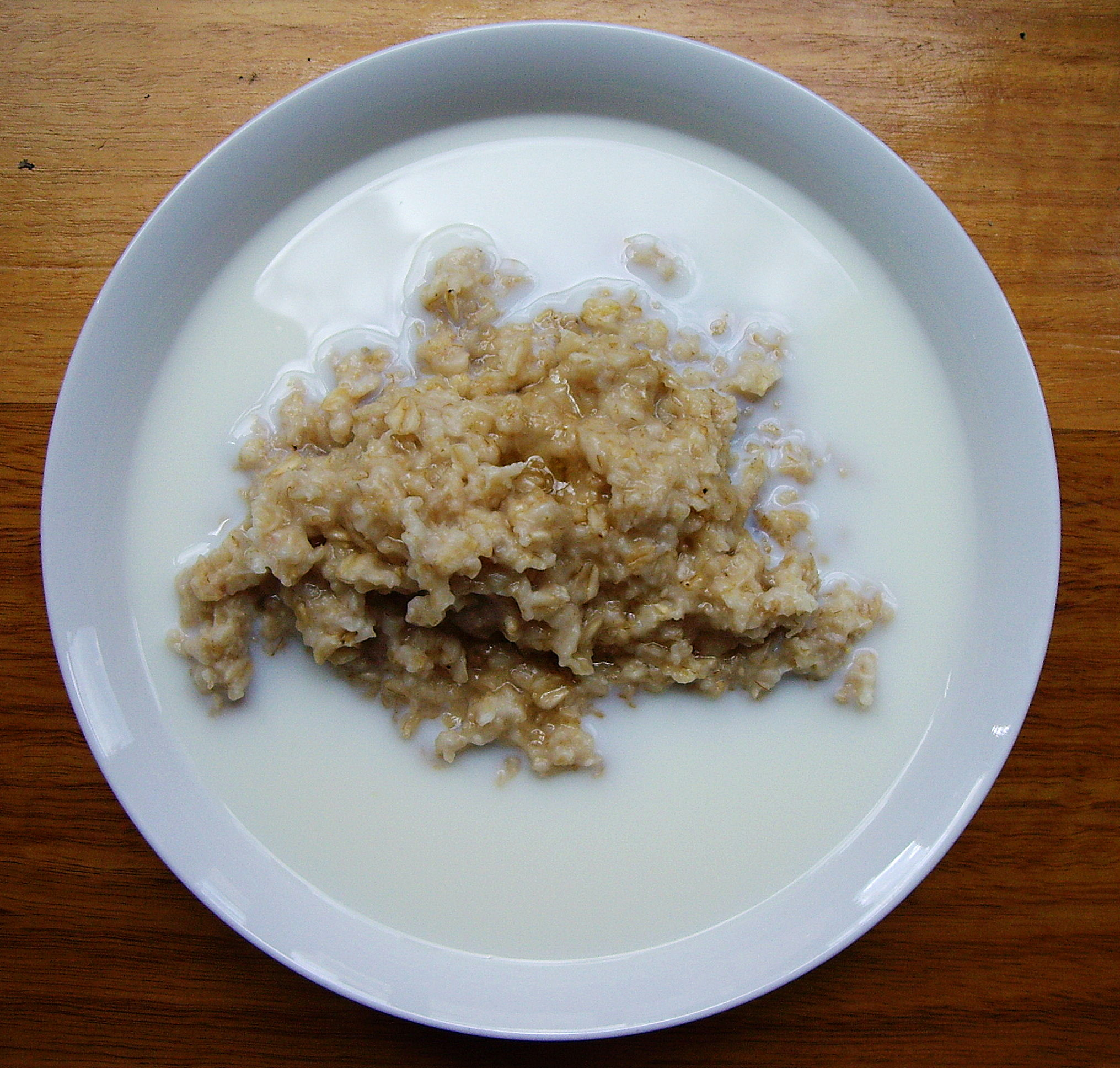
一碗燕麦餬

餬又作糊，用水和食物（通常为高淀粉类食物，例如谷物）煮成濃稠粥狀的食品，类似于粥，但一般比粥更稠。餬通常将食物磨成粉，再加水煲成餬，通常会再加上一些调味料同煮，如糖，蜂蜜等。通常趁热食用，盛于碗内。在西方国家较常见的是燕麦糊，通常在早餐食用，佐以盐，糖，牛奶，奶油，或黄油等调味料。燕麦糊也经常以成品或半成品的形式作为方便食品售卖。其他用来制作糊的材料通常有粗粒小麦粉，米，面，大麦粉，玉米粉以及荞麦粉等。其中有很多拥有自己特殊的名字，例如波倫塔（玉米糊），葛子（玉米糊），卡莎（用牛奶煮的糊）等。